# Thunderbird (PowerPark)
Pour les articles homonymes, voir Thunderbird.
Thunderbird sont des montagnes russes en bois du parc PowerPark, situé à Alahärmä, en Finlande. Ce sont les montagnes russes en bois les plus nordiques du monde et les premières montagnes russes construites en Europe par Great Coasters International. Le parcours de Thunderbird est de type montagnes russes twister.

## Trains
Thunderbird a 2 trains de 12 wagons. Les passagers sont placés à 2 sur un rang pour un total de 24 passagers par train. Ce sont des trains Millennium Flyer, construits par Great Coasters International.

## Classements
| Rang | 31 | 35 | 34 | 37 | 38 |

| Rang | 38 | 10 | 17 | 17 | 16 | 13 |